# Моисеевич, Бенно
Бенно Моисеевич (нем. Benno Moiseiwitsch; 22 февраля 1890, Одесса — 9 апреля 1963, Лондон) — российский и  британский пианист.

## Биография
Родился в семье Давида Леона Моисеевича и Эстер Миропольской. Учился в Одесской консерватории у Дмитрия Климова, затем в 1904—1908 годах в Вене у Теодора Лешетицкого. В 1909 году дебютировал в Лондоне и в дальнейшем жил, в основном, в Великобритании, преподавая музыку в Кёртисовском институте музыки, а в 1937 году получил британское гражданство. В 9 лет получил премию Антона Рубинштейна.
Как пианист, Моисеевич знаменит прежде всего своими интерпретациями произведений Рахманинова, которые сам композитор считал в ряде случаев лучшими, чем собственные. Довольно многочисленные записи Моисеевича включают концерты Бетховена, Грига, Сен-Санса, Чайковского, «Картинки с выставки» Мусоргского, произведения Шопена, Вебера, Равеля, Метнера и других композиторов. Он также отдавал должное современным британским композиторам, играя, в частности, фортепианный концерт Фридерика Делиуса (в редакции Тивадара Санто) и второй концерт Чарльза Вильерса Стэнфорда.
Женат первым браком на Дейзи Кеннеди, австралийской скрипачке, имел двух дочерей — Сандру и Таню. Его дочь, Таня Моисеевич (англ.), была известным театральным деятелем в Великобритании и Канаде. Во втором браке супруга Анита родила ему сына Бориса.